# Eilicrinia rufofasciata
Eilicrinia rufofasciata är en fjärilsart som beskrevs av Gustave Arthur Poujade 1892. Eilicrinia rufofasciata ingår i släktet Eilicrinia och familjen mätare. Inga underarter finns listade i Catalogue of Life.